# Disney Fantasy
Die Disney Fantasy (dt. Disneyfantasie) ist ein Postpanamax-Kreuzfahrtschiff der amerikanischen Reederei Disney Cruise Line. Sie ist nach dem Schwesterschiff Disney Dream das zweite Schiff, das die Reederei auf der Meyer Werft in Papenburg (Emsland) bauen ließ.

## Geschichte

### Bau und Indienststellung
Am 22. Februar wurde ein Vorvertrag über zwei Schiffe zwischen der Disney Cruise Line und der Disney Cruise Line für zwei Schiffe 2011 und 2012 geschlossen. Am 24. April 2007 wurde die feste Bestellung beiden Post-Panamax-Kreuzfahrtschiffe Disney Dream und Disney Fantasy bekanntgegeben.
Am 24. April 2007 bestellte die Disney Cruise Line die beiden Post-Panmax-Kreuzfahrtschiffe Disney Dream und Disney Fantasy bei der Papenburger Meyer-Werft. Am 11. Februar 2011 fand die Kiellegung statt. Im Dezember 2011 haben Unbekannte, während der Bauphase, mehrfach Wasserleitungen auf dem Schiff aufgedreht und laufen lassen. Dabei wurden 40 Kabinen beschädigt; der Sachschaden betrug rund eine Million Euro.
Nur elf Monate nach der Kiellegung, am 8. Januar 2012, fand das Ausdocken aus dem größten überdachten Baudock der Welt statt, was von mehreren Feuerwerken begleitet wurde.

 Noch am gleichen Tag wurden die Endrohre der Schornsteine und die Masten montiert. Außerdem wurden diverse Tests unternommen.
Die Emsüberführung mittels des Emssperrwerks begann am Morgen des 20. Januar 2012. Nach rund achtstündiger Fahrt passierte das Schiff gegen 20:00 Uhr das Emssperrwerk und endete am folgenden Tag mit der Ankunft im niederländischen Eemshaven. Am 31. Januar 2012 traf das Schiff in Bremerhaven ein und wurde an der Columbuskaje komplett fertiggestellt und bestückt. Am 9. Februar 2012 wurde das Schiff in Bremerhaven an die Reederei Disney Cruise Line übergeben. Nach dem Abschluss der Restarbeiten verließ die Disney Fantasy am 16. Februar 2012 Bremerhaven und erreichte den Hafen von New York am 28. Februar 2012. Die Taufe durch die amerikanische Sängerin Mariah Carey erfolgte am 1. März 2012. Am 31. März 2012 brach das Schiff zu seiner Jungfernfahrt auf.

## Besonderheiten
Das Aussehen des Schiffs orientiert sich an Passagierschiffen der 1930er Jahre und weist sowohl Gestaltungselemente des Art déco als auch Elemente aus der Welt Disneys auf. Der Schiffsrumpf ist dunkelblau, die Aufbauten weiß mit zwei roten Schornsteinen. Das Heck des Schiffes wird durch die Disney-Figuren Dumbo und die Maus Timothy geschmückt.
Die Innenkabinen der Disney Fantasy besitzen alle ein „virtuelles Bullauge“, auf dem eine hochauflösende Echtzeit-Aussicht aufs Meer dargestellt wird. Zusätzlich werden Disney-Figuren aus dem Trickfilm Findet Nemo oder Micky Maus eingespielt.
Eine der Attraktionen an Bord ist die Wasserrutsche „AquaDuck“, die auch schon auf dem Schwesterschiff Disney Dream, als erste Wasserrutsche auf einem Kreuzfahrtschiff, verbaut wurde. Sie ist 233 Meter lang und führt über vier Decks.

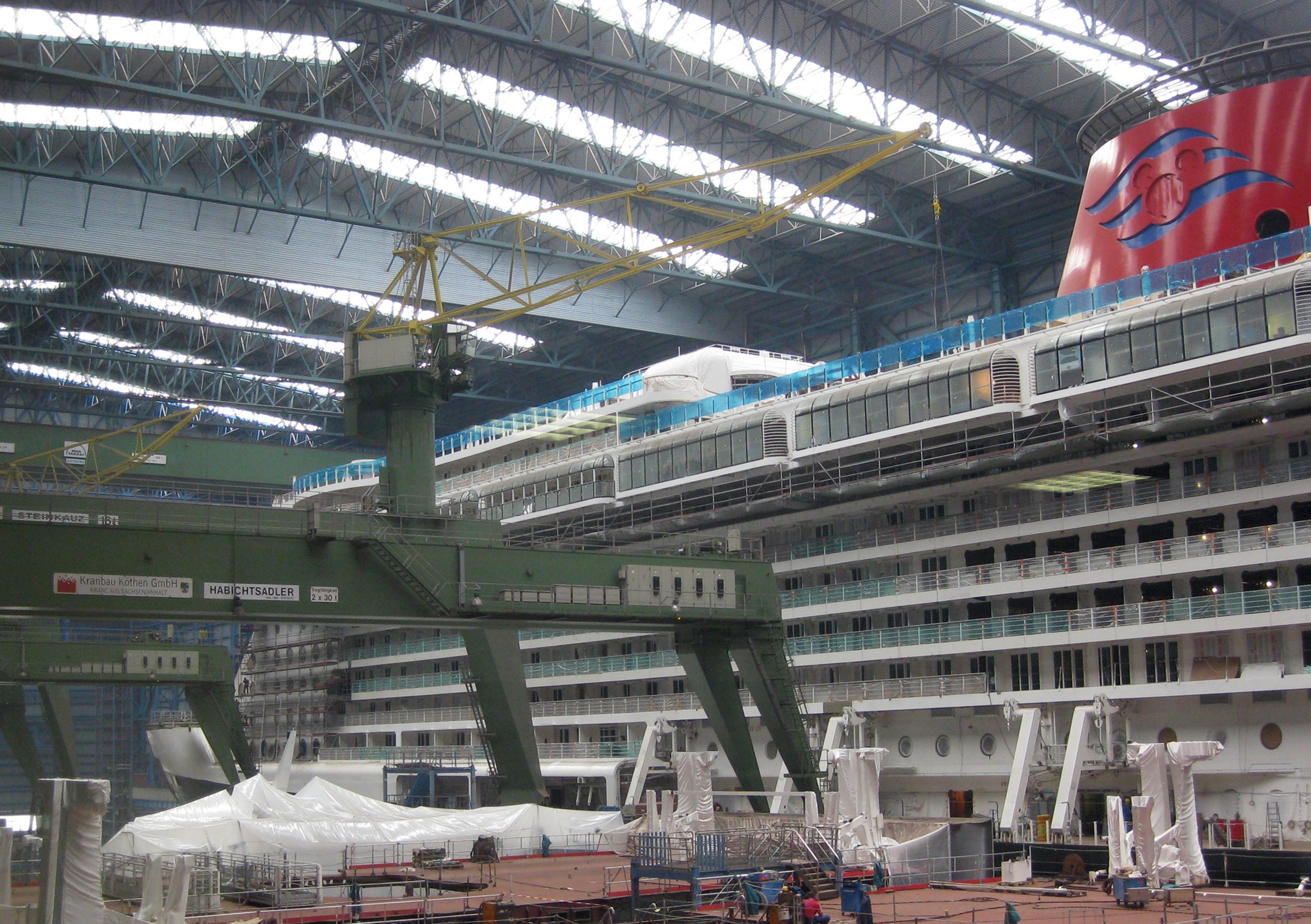
Das Schiff im Bau (August 2011)
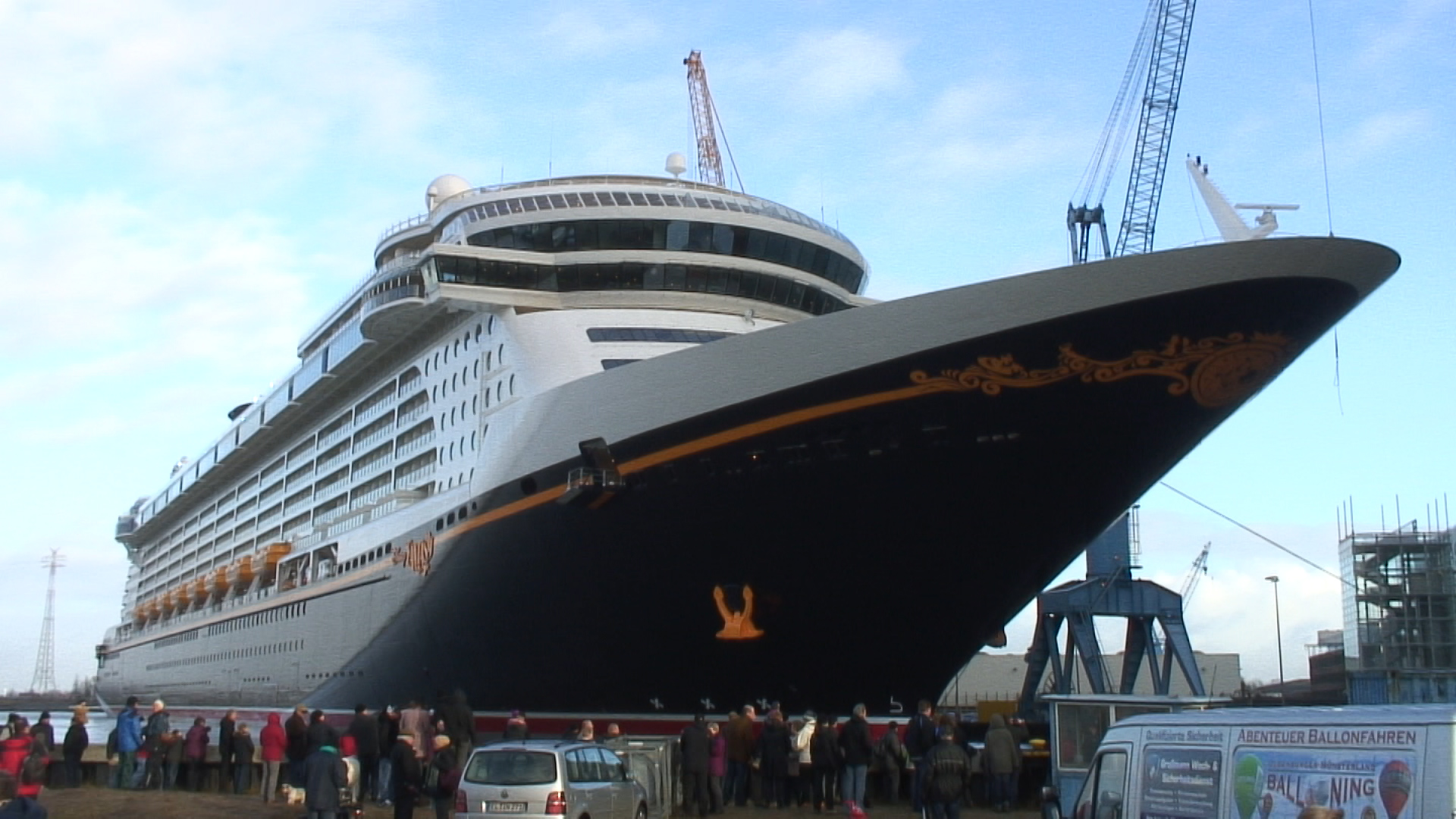
Disney Fantasy nach dem Ausdocken
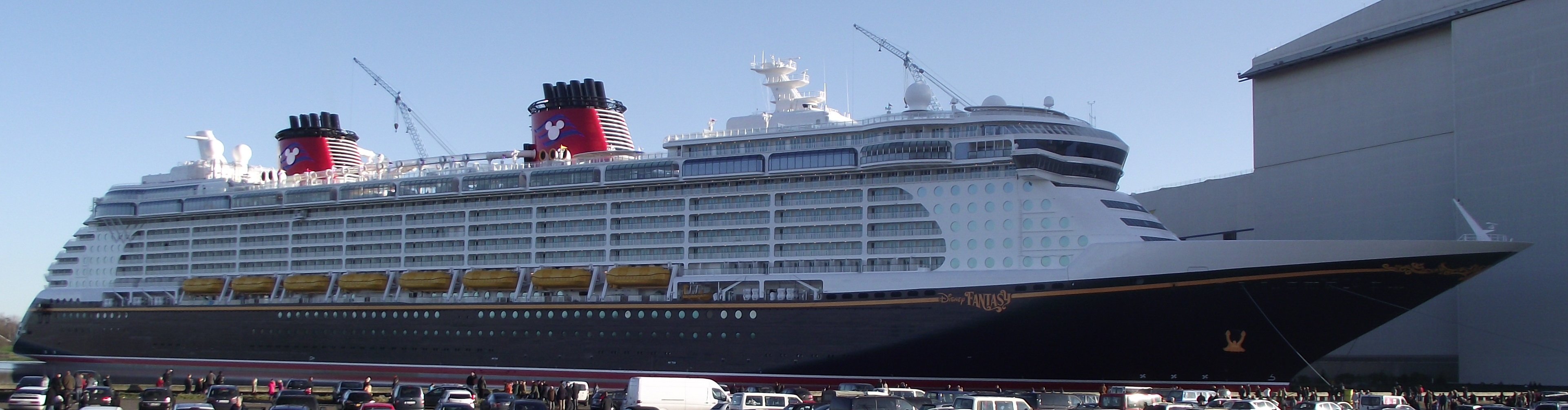
Seitenansicht der Disney Fantasy
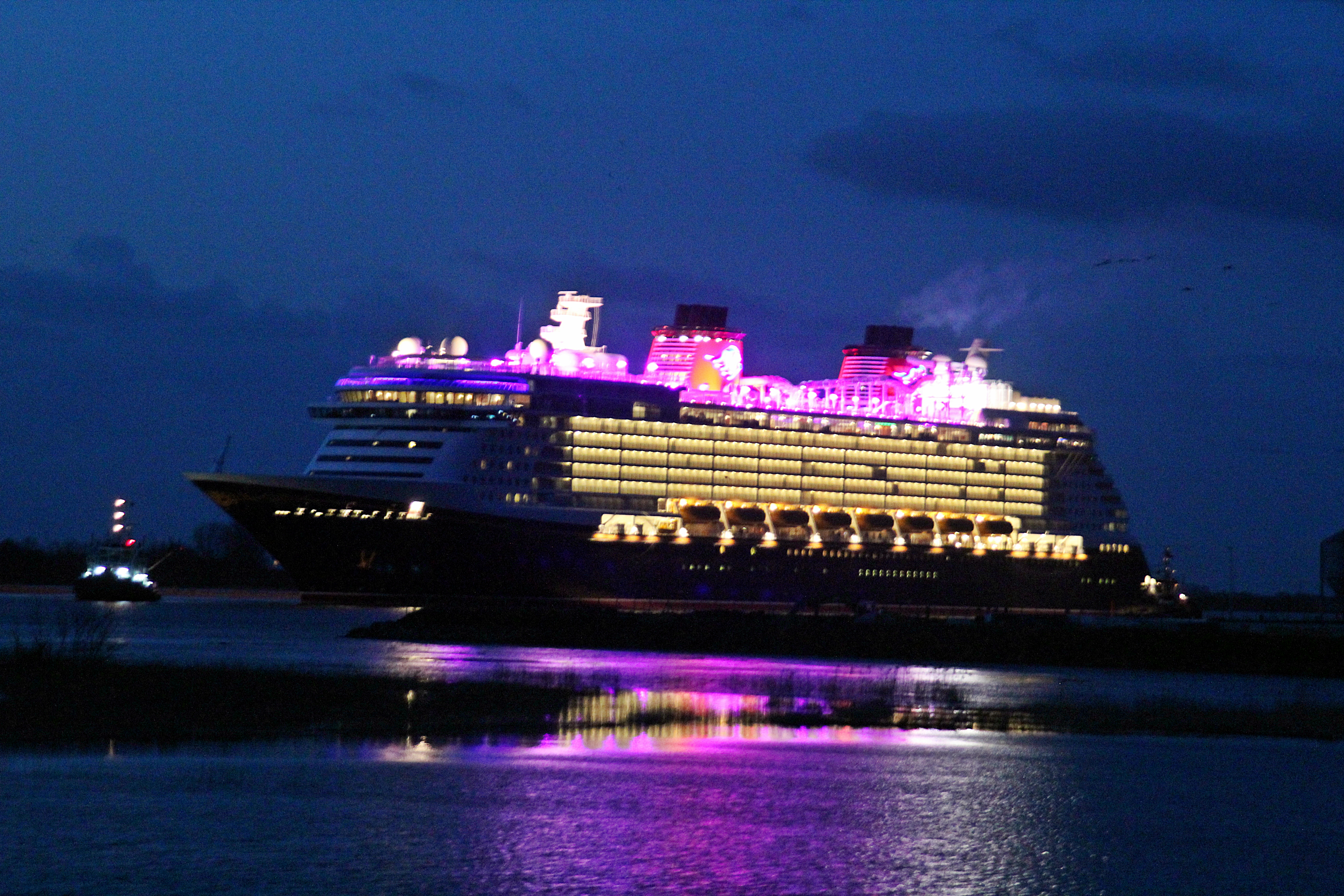
Die Disney Fantasy während der Überführung
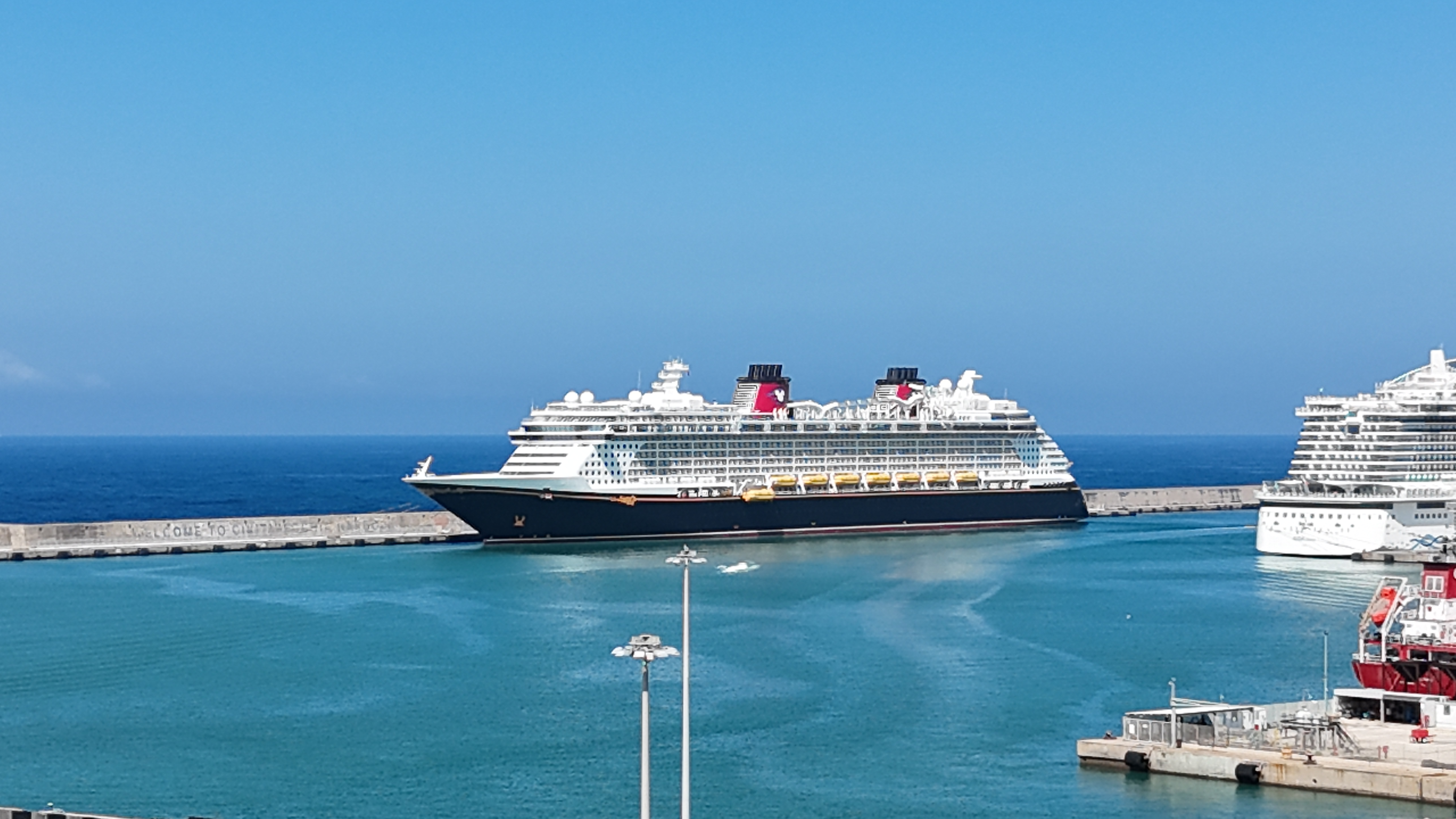
Die Disney Fantasy im Hafen von Civitavecchia